# Гао-цзу (Поздняя Цзинь)
Ши Цзинтан (30 марта 892 — 28 июля 942) — 1-й император государства Поздняя Цзинь периода Пяти династий и десяти царств в Китае, с 28 ноября 936 года.
Происходил из рода шато, тюркского происхождение. Он был важным военным генералом Поздний Тан до своего восстания в 936 году. Чтобы свергнуть династию Позднего Тан, он заручился помощью управляемого киданями государства Ляо.